# Laisse parler ton cœur
Pour plus de détails, voir Fiche technique et Distribution.
Laisse parler ton cœur (Kuch Kuch Hota Hai) est un film musical indien réalisé par Karan Johar et sorti en 1998.

## Synopsis
Ce film raconte l'histoire d'amour contrariée de Rahul Khanna et de Anjali Sharma.
Tina (Rani Mukherji), la femme de Rahul (Shah Rukh Khan), meurt en mettant au monde sa fille Anjali mais lui laisse une série de huit lettres. C’est dans la dernière, qu'Anjali découvre le jour de ses huit ans, que Tina explique à sa fille qu'elle porte ce prénom en souvenir de la meilleure amie de son père à l'Université  Anjali Sharma (Kajol). Un long flashback montre alors l'époque où Rahul, chef de bande et coureur de jupons, et Anjali, véritable garçon manqué, étaient les meilleurs amis du monde. Anjali ne se rend compte de l'amour qu'elle éprouve pour Rahul que lorsque celui-ci fait la connaissance de Tina Malhotra, qui deviendra sa femme. Désespérée, Anjali s'enfuit sans laisser de nouvelles.
De retour dans le présent, la petite Anjali, conformément à la volonté de sa mère exprimée dans la lettre, met tout en œuvre pour permettre à Anjali de retrouver son amour d'enfance, c'est-à-dire son propre père.

## Fiche technique
- Titre original : Kuch Kuch Hota Hai
- Titre : Laisse parler ton cœur
- Titre original en Hindi :  कुछ कुछ होता है
- Réalisation : Karan Johar
- Scénario : Karan Johar
- Direction artistique : Sharmishta Roy
- Photographie : Santosh Thundiyil
- Montage : Sanjay Sankla
- Musique : Jatin Lalit
- Production : Yash Johar
- Genre : comédie romantique et musicale
- Pays d'origine :  Inde
- Durée : 177 minutes
- Dates de sortie :

 Inde : 16 octobre 1998
 France : 25 février 2005 (diffusion télé) ; 12 août 2009 (salles)

## Distribution
- Shahrukh Khan : Rahul Khanna
- Kajol : Anjali Sharma
- Rani Mukerji : Tina Malhotra
- Sana Saeed : Anjali Khanna
- Farida Jalal : la mère de Rahul
- Reema Lagoo : la mère d'Anjali Sharma
- Archana Puran Singh : Mlle Briganza
- Himani Shivpuri : Rifat Bi
- Johnny Lever : le colonel Almeida
- Anupam Kher : le principal Malhotra
- Parzan Dastur : le petit garçon sikh muet
- Salman Khan : Aman Mehra
- Neelam Kothari (en) : Neelam

 Version française : F.-X. Durandy et Leïla Tahir (Télétota)

## Musique
Le film comporte six chansons dont la musique a été composée par Jatin Lalit et dont les paroles ont été écrites par Sameer :
- Koi Mil Gaya - Alka Yagnik, Kavita Krishnamurti, Udit Narayan
- Kuch Kuch Hota Hai - Alka Yagnik, Udit Narayan
- Ladki Badi Anjaani Hai - Alka Yagnik, Kumar Sanu
- Saajanji Ghar Aaye - Alka Yagnik, Kavita Krishnamurti, Kumar Sanu
- Tujhe Yaad Na Meri Aayee - Alka Yagnik, Sapna Awasthi
- Yeh Ladka Hai Deewana  - Alka Yagnik, Kavita Krishnamurti

## Récompenses
Kuch Kuch Hota Hai a obtenu huit Filmfare Awards en 1999, dont celui du meilleur film.

## Autour du film
Le rôle de Tina ayant été refusé par Twinkle Khanna, Urmila Matondkar, Raveena Tandon, Aishwarya Rai et Karisma Kapoor, Shahrukh Khan suggéra à Karan Johar d'engager Rani Mukherjee dont il avait vu le premier film. Johar avait prévu de faire doubler Rani Mukherjee par une autre actrice.